# ロスアトム

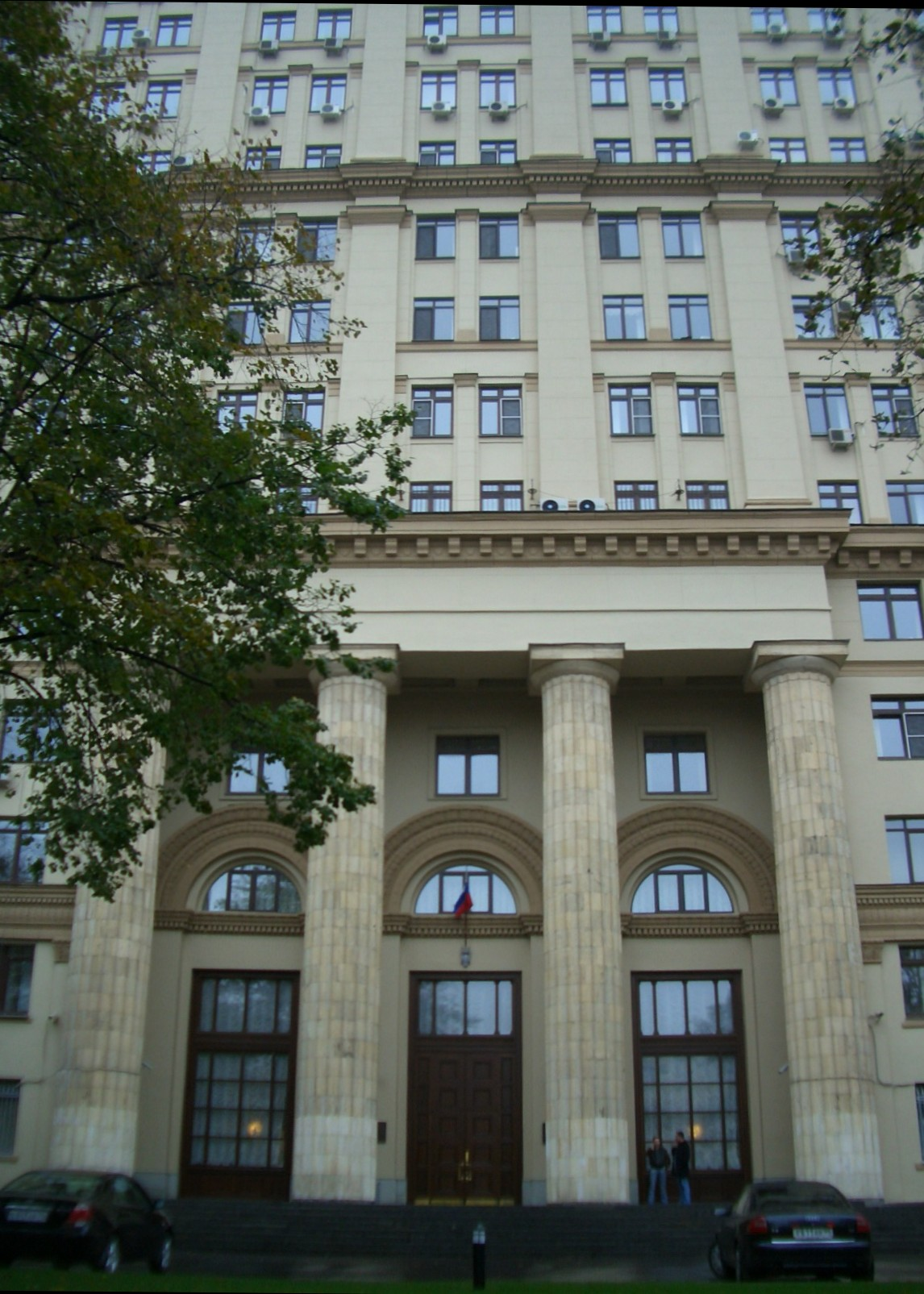
モスクワのロスアトム本社（旧ロシア連邦原子力庁本庁舎）

ロスアトム（ロシア語: РосАтом、ラテン文字表記の例：Rosatom）は、ロシアの国営原子力企業。
ソビエト連邦の崩壊後の1992年1月29日、旧ソ連の原子力・産業省が改組され、新たに原子力担当省庁として設立された、ロシア連邦原子力省（Министе́рство по а́томной эне́ргии Росси́йской Федера́ции、略称:ミンアトム МинАтом）がロスアトムの起源である。
2004年3月9日に組織が再編され、ロシア連邦政府の中央省庁として、ロシア連邦原子力庁（Федера́льное аге́нтство по а́томной эне́ргии、通称:ロスアトム、РосАтом）となった。改組された原子力庁長官には、ボリス・エリツィン時代に首相を務めたセルゲイ・キリエンコが就任した。
2007年12月3日にはウラジーミル・プーチン大統領にはロシア原子力庁を国営原子力企業「ロスアトム」に改変する法案に署名された。代表取締役社長にはキリエンコ長官が就任した。
ロスアトムの傘下には、新たに民間原子力ホールディング企業として創設されたアトムエネルゴプロムをはじめ、ロシア国内の核兵器関連企業、研究機関、原子力保安機関がある。また、ロスアトムは、国際的な原子力の平和利用と核拡散防止体制の維持という点で対外的にロシアを代表しており、米国の原子力規制委員会と同様の権限を有する。
ロシア国内の原子力発電所の建設・運営だけでなく、原発輸出も担う。ロスアトムが手掛ける原発案件は38基、交渉・検討中を含めると90基以上である（日本原子力産業協会による2017年時点集計）。
傘下企業のテフスナブエクスポルトを通じて、日本の福島第一原子力発電所事故の廃炉事業（炉心溶融で発生したデブリの分析など）にも協力している。
2019年8月8日にアルハンゲリスク近くのロシア海軍実験場で起きた爆発事故では、従業員5人が死亡、3人が負傷している。